# Michela Massimi
Michela Massimi es una Filósofa de la Ciencia italo-británica, profesora de filosofía en la Universidad de Edimburgo, y presidenta electa de la  Philosophy of Science Association. Su investigación incluye el Perspectivismo y el Realismo Perspectivo, el Principio de exclusión de Pauli, y el trabajo de Immanuel Kant.

## Educación y carrera
Massimi tiene doble ciudadanía italiana y británica.  Después de estudiar filosofía en la Universidad de Roma La Sapienza de 1993 a 1997,  completó un doctorado en 2002 en la London School of Economics, y después de tres años de investigación postdoctoral como Investigadora Junior en Girton College, se convirtió en profesora de historia y filosofía de la ciencia en la University College de Londres en 2005. Se mudó a la Universidad de Edimburgo en 2012 y se convirtió en profesora allí en 2015. 
Fue coeditora en jefe del British Journal for the Philosophy of Science de 2011 a 2016 y fue elegida presidenta de la Philosophy of Science Association para el período 2023-2024. 

## Reconocimiento
Massimi fue condecorada con el premio Wilkins-Bernal-Medawar de la Royal Society en 2017 y habló sobre "Por qué la filosofía de la ciencia es importante para la ciencia". 
Fue elegida miembro de la Royal Society de Edinburgh en 2018 y miembro de la Real Sociedad Astronómica en 2019.  También fue elegida miembro de la Academia Europaea en 2019. 

## Libros
Massimi es la autora de:
- Principio de exclusión de Pauli: el origen y la validación de un principio científico (Cambridge University Press, 2005). [7]

- Kant y la Filosofía de la Ciencia Hoy (Cambridge University Press, 2008) [8]
- Filosofía y Ciencias para Todos (Routledge, 2014) [9]
- Kant y las leyes de la naturaleza (con Angela Breitenbach, Cambridge University Press, 2017) [10]
- Comprender el perspectivismo: desafíos científicos y perspectivas metodológicas (con Casey D. McCoy, Routledge, 2019) [11]
- Conocimiento desde un punto de vista humano (con Ana-Maria Creţu, Springer, 2020)
- Perspectival Realism (Oxford Studies in Philosophy of Science, OUP USA, 2022)[12]